# Kibernetski prostor
Kibernetski prostor odnosno kibernetički prostor ili cyberspace kako se još popularno naziva, je virtualna stvarnost, to je prostor uspostavljen uz pomoć i posredovanje kompjutorsko-digitalne tehnologije. 
Pojam kibernetskog prostora ili cyberspacea se danas koristi za sve što je na Internetu.
Termin cyberspacea podrijetlo ima u književnosti gdje se po prvi puta spominje u romanu Neuromancer Williama Gibsona.